# Downeshelea charrua
Downeshelea charrua är en tvåvingeart som beskrevs av Felippe-bauer och Gustavo R. Spinelli 1994. Downeshelea charrua ingår i släktet Downeshelea och familjen svidknott. Inga underarter finns listade i Catalogue of Life.